# 芦田創
芦田 創（あしだ はじむ、1993年12月8日 - ）は、日本のパラ陸上競技右上肢機能障害の選手。 大阪府池田市出身、トヨタ自動車所属、身長 179cm 、体重 67kg。
2016年、リオ・パラリンピックの400mリレーで銅メダルを獲得。2018年、アジアパラ競技大会 走り幅跳び で第3位。

## 経歴
1993年12月8日生まれ、大阪府池田市出身。5歳の時に右上肢にデスモイド腫瘍を発症。その後、10年間の摘出手術や放射線治療の中で右上肢機能障害となる。15歳で早稲田摂陵高等学校に入学し陸上部に入部する。早稲田大学では3年間趣味程度に陸上を続けていたが、就職活動の折に障がいを負った意味を見出す中で、再び本格的に陸上を始めることを決意。4年春から同大学競走部の礒繁雄監督に師事し、2015年からは本格的に走り幅跳びを始める。

## 自己ベスト
| 種目                                | 記録  | 風 m/s | 年月日        | 大会                                                 | 備考     |
| ----------------------------------- | ----- | ------ | ------------- | ---------------------------------------------------- | -------- |
| 走幅跳 T47                          | 7m15  | +1.7   | 2017年3月12日 | IPC Grand Prix (オーストラリア・キャンベラ)          | 日本記録 |
| 三段跳 T47                          | 13m79 | -0.5m  | 2015年7月19日 | 第26回日本パラ選手権（大阪・ヤンマースタジアム長居） | 日本記録 |
| 太字は2020年3月末日現在保持する記録 |       |        |               |                                                      |          |